# 11. U-Flottille
Die 11. Unterseebootsflottille, kurz 11. U-Flottille, war ein militärischer Verband der ehemaligen deutschen Kriegsmarine im Zweiten Weltkrieg.

## Geschichte
Die Flottille wurde am 15. Mai 1942 in Bergen unter dem Kommando von Fregattenkapitän Hans Cohausz gebildet. Das Einsatzgebiet war hauptsächlich die Nordsee und das Nordmeer. Die Boote der Flottille griffen vor allem die Nordmeergeleitzüge an, welche von Großbritannien und den Vereinigten Staaten zu den nördlichen sowjetischen Häfen Murmansk und Archangelsk unterwegs waren.
Die Flottille bestand bis September 1944 weitestgehend aus Booten des Typs VII. In der 11. U-Flottille kam auch das erste Boot vom Typ XXI, U 2511, zum Einsatz.
Viele Flottillen gliederten vor deren Auflösung ihre Boote in die 11. U-Flottille ein. Dies hatte zur Folge, dass diese im September 1944 neu organisiert werden musste. Die 11. Unterseebootsflottille gehörte zu den wenigen Flottillen, die bis ins Jahr 1945 bestanden. Die Geschichte dieser Flottille endete schließlich mit der Kapitulation Deutschlands im Mai 1945.

## Flottillenchefs
- Mai 1942 bis Dezember 1944 – Korvettenkapitän/Fregattenkapitän Hans Cohausz
- Dezember 1944 bis Mai 1945 – Fregattenkapitän Heinrich Lehmann-Willenbrock

## Bootstypen
Anzahl der zugeteilten Boote: 188

### Eingesetzte U-Boot-Typen
| U-Boot-Typ | Boote |
| ---------- | --- |
| VII C      | U 88, U 209, U 212, U 244, U 246, U 248, U 251, U 255, U 269, U 275, U 278, U 285, U 286, U 290, U 302, U 307, U 309, U 312, U 313, U 314, U 315, U 334, U 339, U 344, U 347, U 354, U 355, U 361, U 363, U 376, U 377, U 378, U 394, U 396, U 399, U 400, U 403, U 405, U 408, U 419, U 420, U 425, U 426, U 427, U 435, U 436, U 456, U 457, U 467, U 470, U 472, U 480, U 482, U 483, U 485, U 486, U 586, U 589, U 591, U 592, U 601, U 606, U 622, U 625, U 629, U 636, U 639, U 644, U 646, U 650, U 657, U 663, U 674, U 680, U 681, U 682, U 683, U 703, U 711, U 713, U 716, U 722, U 735, U 764, U 771, U 772, U 773, U 774, U 775, U 778, U 825, U 826, U 867, U 901, U 905, U 907, U 926, U 927, U 956, U 957, U 963, U 965, U 978, U 987, U 990, U 991, U 992, U 994, U 1051, U 1053, U 1055, U 1058, U 1195, U 1199, U 1200, U 1202, U 1203, U 1206, U 1208, U 1209 |
| VII C/41   | U 293, U 294, U 295, U 296, U 297, U 299, U 300, U 318, U 321, U 322, U 324, U 325, U 326, U 327, U 328, U 827, U 1002, U 1003, U 1004, U 1005, U 1006, U 1009, U 1010, U 1014, U 1017, U 1018, U 1019, U 1021, U 1022, U 1023, U 1024, U 1063, U 1064, U 1104, U 1107, U 1109, U 1163, U 1165, U 1169, U 1171, U 1172, U 1272, U 1273, U 1276, U 1277, U 1278, U 1279, U 1302 |
| VII D      | U 218 |
| IX C/40    | U 867, U 1231 |
| XB         | U 117 |
| XXI        | U 2502, U 2503, U 2506, U 2511, U 2513, U 2518, U 3008 |
| XXIII      | U 2321, U 2322, U 2324, U 2325, U 2326, U 2328, U 2329, U 2330, U 2334, U 2335 |